# Frédéric Kanouté
Frédéric Kanouté (Sainte-Foy-lès-Lyon, 2 september 1977) is een Frans-Malinese voormalig voetballer die als spits speelde.

## Clubcarrière
Kanouté begon zijn profcarrière bij Olympique Lyon om vervolgens naar Engeland te verhuizen. Daar speelde hij voor West Ham United en Tottenham Hotspur, maar zijn Engelse avontuur werd geen succes. In 2005 verhuisde Kanouté naar Spanje, waar hij voor Sevilla FC ging spelen. In zijn eerste seizoen daar scoorde hij 6 keer en won hij de UEFA Cup door in de finale in Eindhoven met 4-0 van het Engelse Middlesbrough te winnen. In de finale scoorde Kanouté het laatste doelpunt. In het seizoen 2006/2007 werd Kanouté een dragende speler van Sevilla CF en in de gewonnen finale van de Copa del Rey tegen Getafe CF maakte hij op 23 juni 2007 het enige doelpunt. In januari 2008 werd hij uitgeroepen tot Afrikaans voetballer van het jaar over 2007. Op donderdag 21 januari 2010 stopte Kanouté als international.

## Privé
Frédéric Kanouté bekeerde zich tot de islam rond zijn twintigste. Dit betekende dat zijn toenmalige club, Sevilla FC, in het seizoen 2006/07 in La Liga hem een merkvrij T-shirt elke wedstrijd moest geven. De club had namelijk als sponsor 888.com, een internetsite voor gokken en kansspelen. Kansspel- en gokondernemingen zijn in strijd met de beginselen van de islam. Het bedrijf heeft toen besloten om geld aan een islamitische liefdadigheidsinstelling te schenken, waarna Kanouté wel de gesponsorde kleding droeg.

## Clubstatistieken
| Seizoen | Club              | Duels | Goals |
| ------- | ----------------- | ----- | ----- |
| 1997/98 | Olympique Lyon    | 18    | 6     |
| 1998/99 | Olympique Lyon    | 9     | 2     |
| 1999/00 | Olympique Lyon    | 13    | 1     |
| 1999/00 | West Ham United   | 8     | 2     |
| 2000/01 | West Ham United   | 32    | 11    |
| 2001/02 | West Ham United   | 27    | 11    |
| 2002/03 | West Ham United   | 17    | 5     |
| 2003/04 | Tottenham Hotspur | 27    | 7     |
| 2004/05 | Tottenham Hotspur | 21    | 3     |
| 2005/06 | Tottenham Hotspur | 1     | 0     |
| 2005/06 | Sevilla FC        | 32    | 6     |
| 2006/07 | Sevilla FC        | 32    | 21    |
| 2007/08 | Sevilla FC        | 30    | 16    |
| 2008/09 | Sevilla FC        | 34    | 18    |
| 2009/10 | Sevilla FC        | 27    | 12    |
| 2010/11 | Sevilla FC        | 28    | 11    |
| 2011/12 | Sevilla FC        | 26    | 4     |
| 2012/13 | Beijing Guoan     | 10    | 1     |
| 2013/14 | Beijing Guoan     | 24    | 9     |

## Erelijst
Sevilla
- UEFA Cup

2005/06, 2006/07
- UEFA Super Cup

2006
- Copa del Rey

2006/07, 2009/10
- Supercopa de España

2007